# Руптура дебелог црева
Руптура дебелог црева (РДЦ) или перфорација дебелог црева је врста отвора у унутрашњем слоју слузокоже дебелог црева (последњој анатомској структуру кроз које столица прође пре него што стигне до ануса), која може настати због повреде или болести, као што је инфламаторна болест црева (ИБЦ).
Руптура дебелог црева је опасна по живот и захтева хитну операцију у облику експлоративне лапаротомије, која се обично спроводи заједно са интравенским течностима и антибиотицима. У неким случајевима рупа може затворити, док је у другим случајевима потребна ресекција црева.
Око 30% пацијената са руптуром дебелог црева не преживи. Овај проценат укључује и пацијенте који се лече хитном хируршком интервенцијом, због ризика од компликација. Шансе за умирање расту на 70% ако се садржај дебелог црева излије у трбушну дупљу и развије тешку инфекцију (акутни перитонитис).

## Релевантна анатомија
Дебело црево  је завршни део дигестивног тракта који се наставља на танко црево. Дужине је око 2 метра и има променљив дијаметар (на почетку 8-10 cm, а у нисходном делу 3-4 cm). Дебело црево почиње у десној бедреној јами и пружа се од  илеоцекалног отвора до чмарног отвора или ануса.
Дебело црево прихвата из танког црева садржај из кога апсорбује воду и соли. Осим тога, оно прикупља несварене остатаке које у процесима врења и труљења претвара у измет (фецес). У њему се такође налази мноштво бактерија које имају способност синтезе витамина које организам апсорбује.

## Етиологија
РДЦ може настати спонтано (сама од себе) и обично је последица здравственог стања, као што је инфламаторна болест црева (ИБЦ).
РДЦ такође може бити јатрогена или узрокована медицинским захватом који се ради у или близу  дигестивног тракта (нпр. неке процедуре које се изводе инструментима могу случајно створити рупу у дебелом цреву).
Траума, узрокована неком врстом незгоде или силе, такође може изазвати перфорацију црева. Ово се посебно односи на тупу трауму стомака, као што је директан ударац или пад са висине.

### Узроци везани за процедуру
Неколико медицинских процедура може довести до перфорације црева. Ови узроци могу укључивати:
Клистир
Већина клистира користи цевчицу која је уметнута у ректум. Ако се ово уради са превише силе или на погрешан начин, може поцепати или поцепати слузницу дебелог црева.
Припрема црева за колоноскопију
Ретко је, али чишћење црева које урадите пре колоноскопије може да створи рупу. Ово је чешће код пацијената са историјом затвора.
Сигмоидоскопија
Ендоскоп је алат који се користи за извођење флексибилне сигмоидоскопије, током чије употребе постаје ризик од руптуре зида дебелог црева.
Колоноскопија
Могуће је да врх ендоскопа прође кроз унутрашњу облогу дебелог црева. Ово је ретка компликација и не види се у виртуелној колоноскопији . Рупа створена колоноскопијом је чешћа када се полипи уклоне током поступка колоноскопије. 
Хирургија абдомена или карлице
Хирургија, посебно код рака дебелог црева, може имати ризик од перфорације. Канадски истраживачи су прегледали више од 96.000 колоноскопија да би проценили компликације са њима. Перфорације црева су се јављале по стопи од шест на 10.000 људи. Крварење након колоноскопије дешавало се у стопи од 26 на 10.000 случајева. 

### Спонтани узроци
Други узроци руптуре дебелог црева нису повезани са медицинском процедуром. Они могу укључивати:
- инфламаторна болест црева као што су Кронова болест и улцерозни колитис . Доживотни ризик од перфорираног црева са Кроновом болешћу је између 1% и 3%, што чини ово веома честим узроком.
- тешка опструкција црева, посебно када је дебело црево "ослабљено". Ово може бити због дивертикуларне болести , рака или неког другог основног здравственог стања.
- траума или повреда црева
- исхемијска болест црева, са неком врстом сметњи у снабдевању крвљу дебелог црева
- рак дебелог црева
- страни предмет, као што је рибља кост, фрагменти костију или други непрехрамбени артикли
- зачепљеност црева, са фекалијама које не могу да прођу због јаког затвора.

## Фактори ризика
Неколико фактора може повећати ризик од перфорације црева, укључујући: 1
- недавне или претходне операције абдомена
- недавна или претходна операција карлице
- старост већа од 60 година
- шећерна болест
- историја више од једног медицинског проблема
- траума стомака или карлице, као код несреће
- дивертикуларна болест у анамнези
- историја инфламаторне болести црева
- рак дебелог црева
- ожиљно ткиво у карлици, обично од претходне операције

## Клиничка слика
Знаци и симптоми руптуре дебелог црева могу се разликовати, у зависности од спорог или брзог почеетка, и узрока. Симптоми могу укључивати:
- тешки бол или грчеве у стомаку
- надимање или отечен стомак
- бол или осетљивост када се додирнете стомак
- грозница и температура
- мучнина и повраћање
- шок

## Компликације
Како садржај црева може да исцури кроз рупу у зиду дебелог црева, желудачна киселина, бактерије и честице хране могу да испуне трбушну дупљу и оштете многе унутрашње органе.
Исцурели садржај црева може довести до инфекције и упале. Такође може изазвати стварање апсцеса или простора испуњеног гнојем у  стомаку (перитонитиси који обично  изазвати јак бол).
Ова болна инфекција, поред локалних промена, може довести и до инфекције широм тела или сепсе, стања опасног по живот и често фатална уколико се не лече брзо.  
Компликације нелечене перфорације могу укључивати:
- крварење,
- инфекција која доводи до сепсе,
- смрт

Фактори који утичу на озбиљност перфорираног црева укључују  старост и опште здравље пацијента, протеклог времена до  дијагностицирање и лечење проблема. Стога је важно брзо јављање пацијента ако осетите било какве симптоме и брзо реаговање лекара.